# Tornaľa
Tornaľa (în maghiară Tornalya) este un oraș din Slovacia cu 8.381 locuitori.

## Demografie
| An:                | 1994 | 2004   | 2014   | 2024   |
| ------------------ | ---- | ------ | ------ | ------ |
| Număr de persoane: | 8457 | 8016   | 7364   | 6702   |
| Diferență:         |      | −5,21% | −8,13% | −8,98% |

| An:                | 2023 | 2024   |
| ------------------ | ---- | ------ |
| Număr de persoane: | 6741 | 6702   |
| Diferență:         |      | −0,57% |